# John Boyd Thacher State Park
John Boyd Thacher State Park ist ein State Park 15 mi (24 km) südwestlich von Albany in New York, in der Nähe von Voorheesville, im Albany County an der Route 157. Der Park erstreckt sich hauptsächlich über das Helderberg Escarpment und bietet eine Reihe von landschaftlich schönen Wanderwegen mit Panorama-Aussichten über die Green Mountains in Vermont und die Taconic Mountains des Hudson Valley.

## Geographie

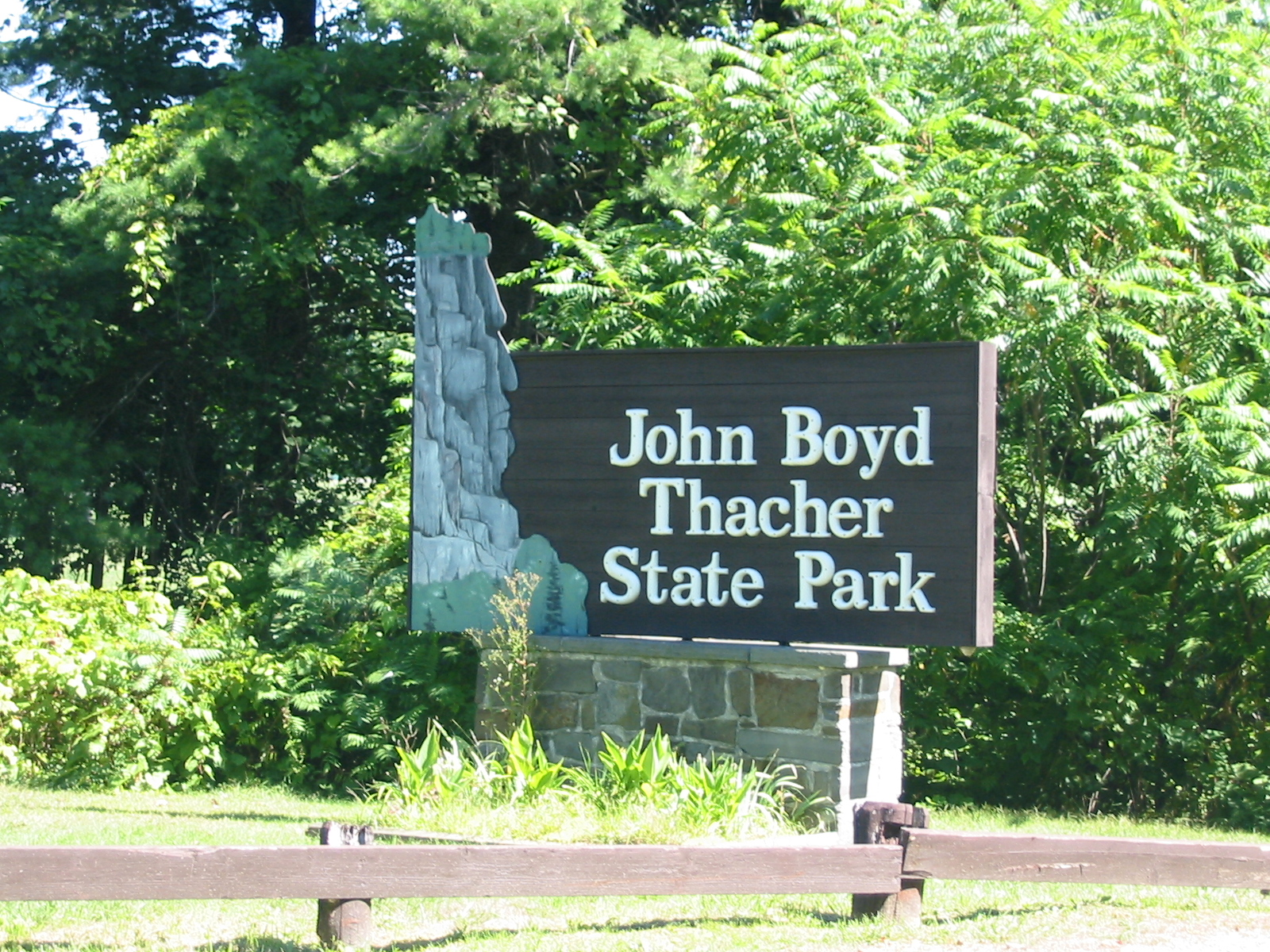
Eingangsschild

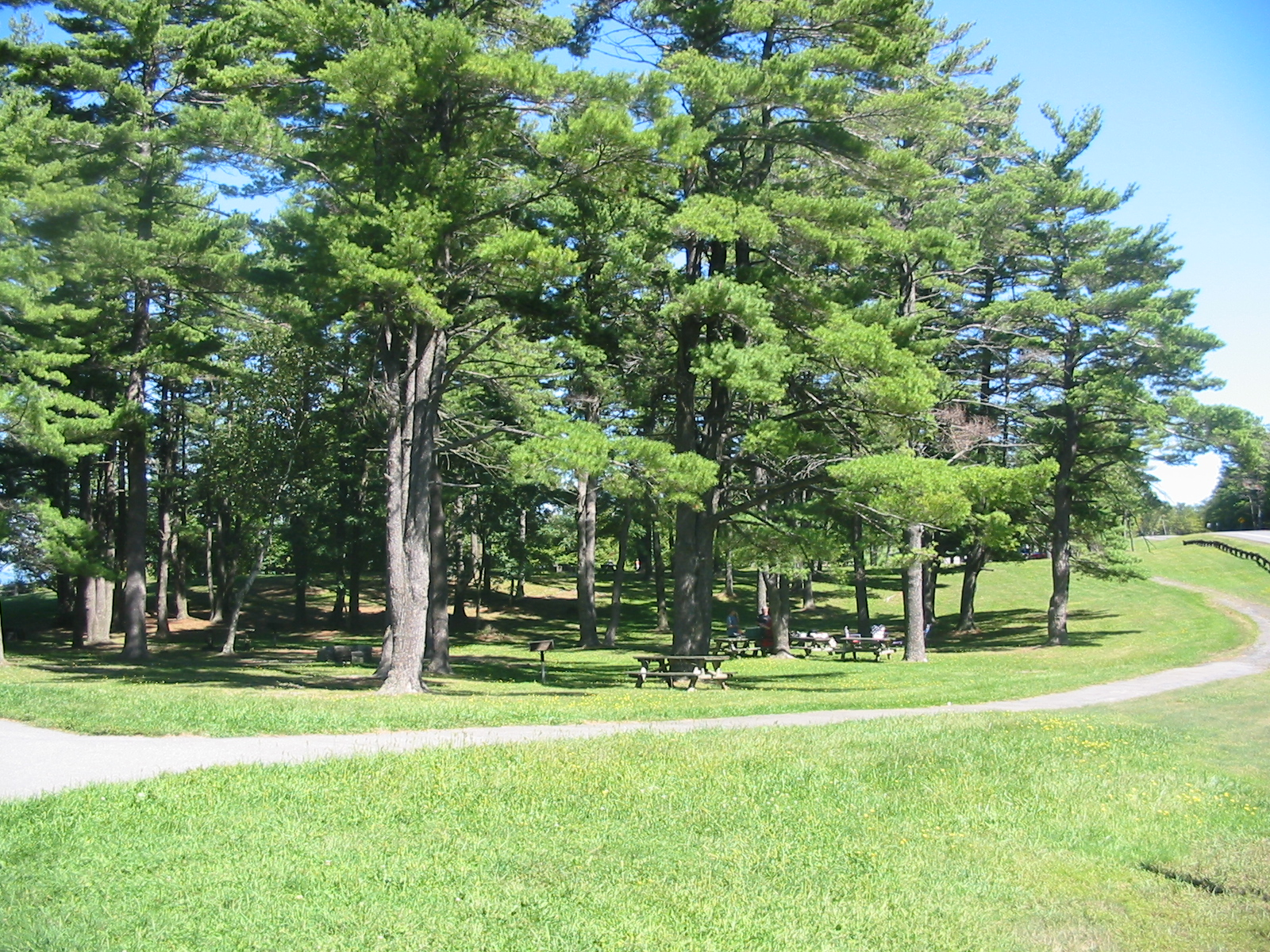
Picknick-Platz.

Das Helderberg Escarpment erhebt sich steil aus dem Hudson Valley. Es steigt bis zu 1100 ft (335 m) aus dem Tal an auf 1300 ft (400 m) über dem Meer. Im Norden schließt sich das Waitecliff Preserve an und in etwa 1 km Entfernung liegt westlich des Parks der Thompson's Lake mit dem Thompson’s Lake State Park und dem Emma Treadwell Thacher Nature Center (seit 2001).
Der Park zieht sich entlang des Steilabfalls des Helderberg Escarpment von Süden nach Norden. Der Thompson's Lake entsendet seine Wasser in östlicher Richtung und die Ströme haben sich tief in die Kalksteinfelsen eingeschnitten. Über die Mine Lot Falls ergießt sich das Wasser zur Talsohle des Hudson Valley und quert dabei den Indian Ladder Trail. Gleich nebenan befindet sich der Horseshoe Lot, eine weitere tiefe, hufeisenförmig eingeschnittene Schlucht. Die Bäche fließen nach Osten zum Black Creek, der sich zusammen mit dem nahe gelegenen Vly Creek östlich von Voorheesville in den Hudson River ergießt.
Im Park liegen etwa 40 Höhlen. Die längste davon ist die Hailes Cave mit 3.700 ft (1,13 km) kartierter Passagen und wahrscheinlich weiteren 2 mi (3,2 km) unkartierter Gänge.

### Geologie
Das Helderberg Plateau besteht aus Sedimenten des Devon und ist eine der Fossil-reichsten Lagerstätten in den Vereinigten Staaten. Die steil abfallenden Hänge öffnen sich wie ein Fenster in die geologische Geschichte. Neben den Schenectady beds, dem ausgewaschenen Waterlime (Dolostone) und dem oberen und unteren Manlius lassen sich viele weitere geologische Formationen betrachten. Am Fuße des Plateaus findet man zudem Schichten aus dem Silur und dem oberen und mittleren Ordovizium.

## Geschichte
Die Geschichte des Parks beginnt mit einem alten Handelsweg, dem so genannten Indian Ladder Trail, der bereits vor über vierhundert Jahren von den Mohawk begangen wurde, um zum Handelsstützpunkt von Henry Hudson zu gelangen.

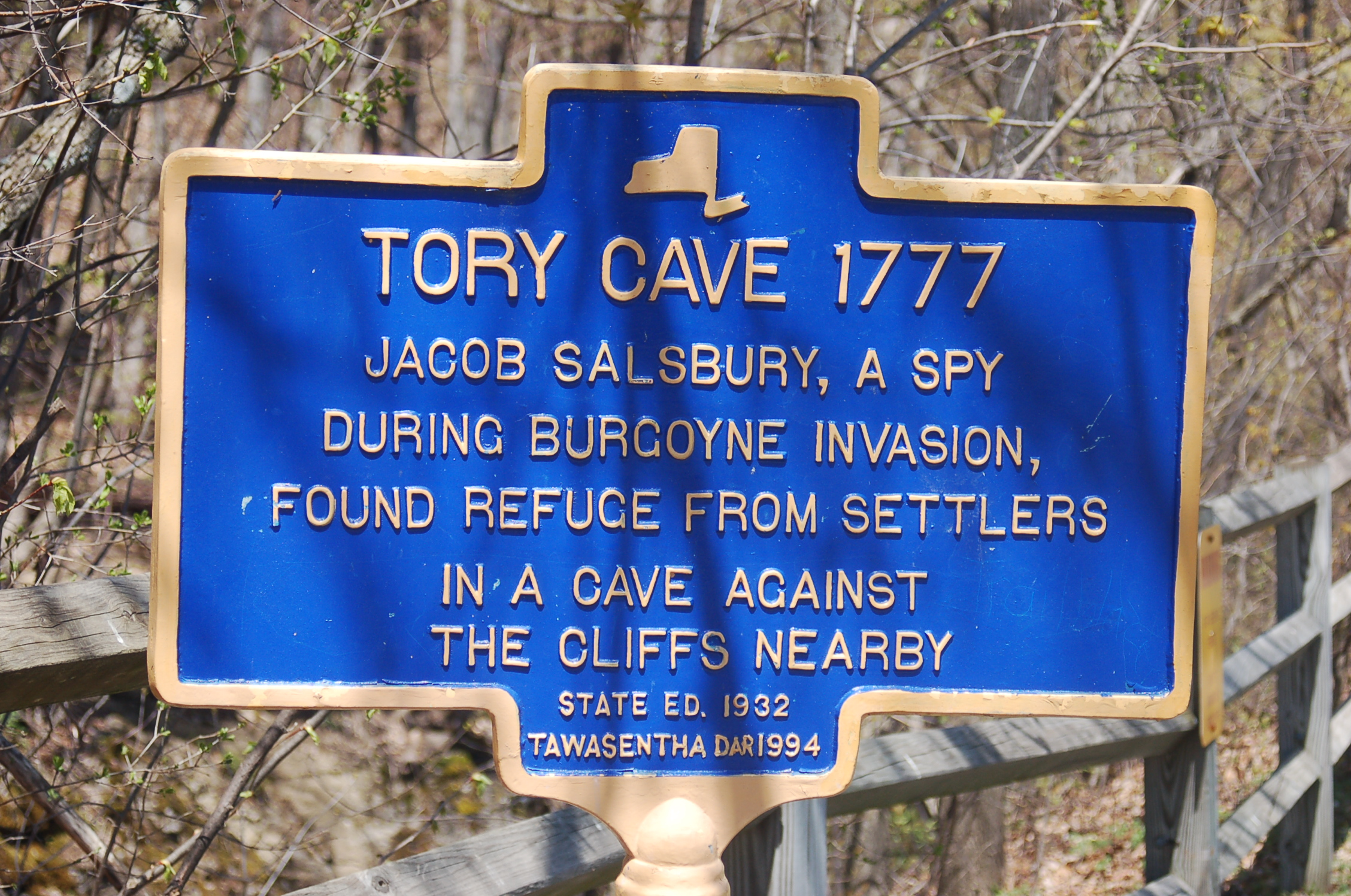
Hinweisschild zur Tory Cave.

1777 versteckte sich auch Jacob Salsbury vor Siedlern in der Tory Cave während der Burgoyne Invasion.
Der Untergrund ist stark zerklüftet. Der verkarstete Kalkstein eignet sich nicht für Landwirtschaft. Entlang der Flüsse gibt es jedoch einige geeignete Streifen Land. holländische Siedler wurden von so genannten Patroons in das Gebiet gelockt, denen sie dann hohe Pachtgebühren zahlen mussten, bis sie sich durch den Helderberg War (Anti-Rent War) 1839 von ihren Schuldherren befreiten.
Die Witwe des Bürgermeisters von Albany, Emma Treadwell Thacher, schenkte dem Staat 1914 das Land, um zu Ehren ihres Mannes John Boyd Thacher den Park einzurichten. Von Anfang an war das Gebiet als State Park ausgewiesen. Sehr bald wurde der Park ein beliebtes Ausflugsziel und es entstanden viele Touristeneinrichtungen. 2004 wurden zusätzlich 500 acres (2 km²) durch staatliche Mittel aus dem Environmental Protection Fund in Höhe von 750.000 $ und eine Schenkung der Nature Conservancy von 81 acres (32,7 ha) erworben und 2006 kamen nochmals 188 acre 0,76 km² dazu. Insgesamt nimmt der Park nun 2155 acre (8,72 km²) ein.
Der Name des "Helderberg Escarpment" geht wahrscheinlich zurück auf das holländische Helder (~ Hell, strahlend) und Berg (=Berg).

### Drohende Schließung 2010
Anfang des Jahres 2010 verkündete der Gouverneur von New York, David Paterson, dass aufgrund eines massiven Haushaltsdefizits viele Einrichtungen mit Kürzungen rechnen müssten. Dazu gehörte auch der State Park.
Daraufhin starteten die betroffenen Gemeindeverwaltungen zusammen mit Bürgern eine Kampagne mithilfe der sozialen Netzwerke, worin sie um einen Erhalt der Parks kämpften.
Der öffentliche Druck führte zu einer Anpassung der Pläne. Der Park bleibt geöffnet.

## Freizeitmöglichkeiten
Bis 2006 gab es im Park einen Swimmingpool in Olympia-Abmessungen, außerdem gibt es noch Volleyball-Felder, Spielplätze und Grillplätze und über 12 mi (20 km) an Wanderwegen, darunter den Indian Ladder Trail.

### Wanderwege
Der Indian Ladder Trail ist nur von Mai bis November geöffnet. Alle anderen Wege sind das ganze Jahr über geöffnet.
- Indian Ladder Trail: Vom Parkplatz aus klettert der Wanderer auf einer Metallleiter 60 ft (18 m) hinunter zum Fuß des Escarpment. Von dort folgt der Weg der Basis des Escarpment, unterquert die Minelot Falls und einen Bach, der aus einer kleinen Höhle entspringt. Das Wasser kommt in Wirklichkeit aus dem Thompson Lake,[5] der etwa 2 mi (3,2 km) entfernt ist. Das Wasser dringt durch den verkarsteten Kalkstein und tritt an dieser Stelle wieder aus. Am Ende des Weges führt eine zweite Metallleiter den Wanderer wieder auf die Höhe des Escarpments bis zum Parkplatz. Von diesem Höhenweg hat man exzellente Panorama-Aussichten.

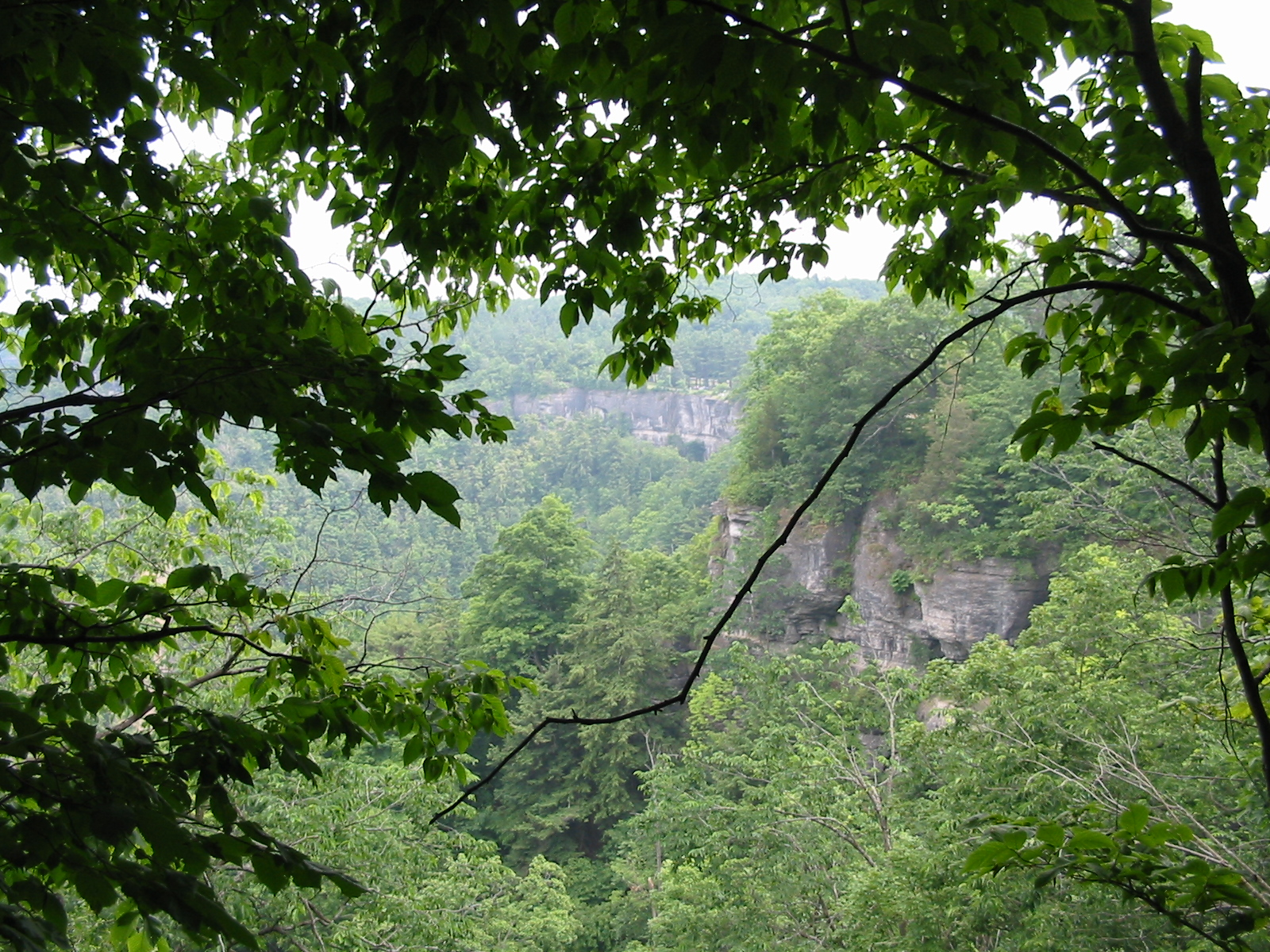
Indian Ladder Trail
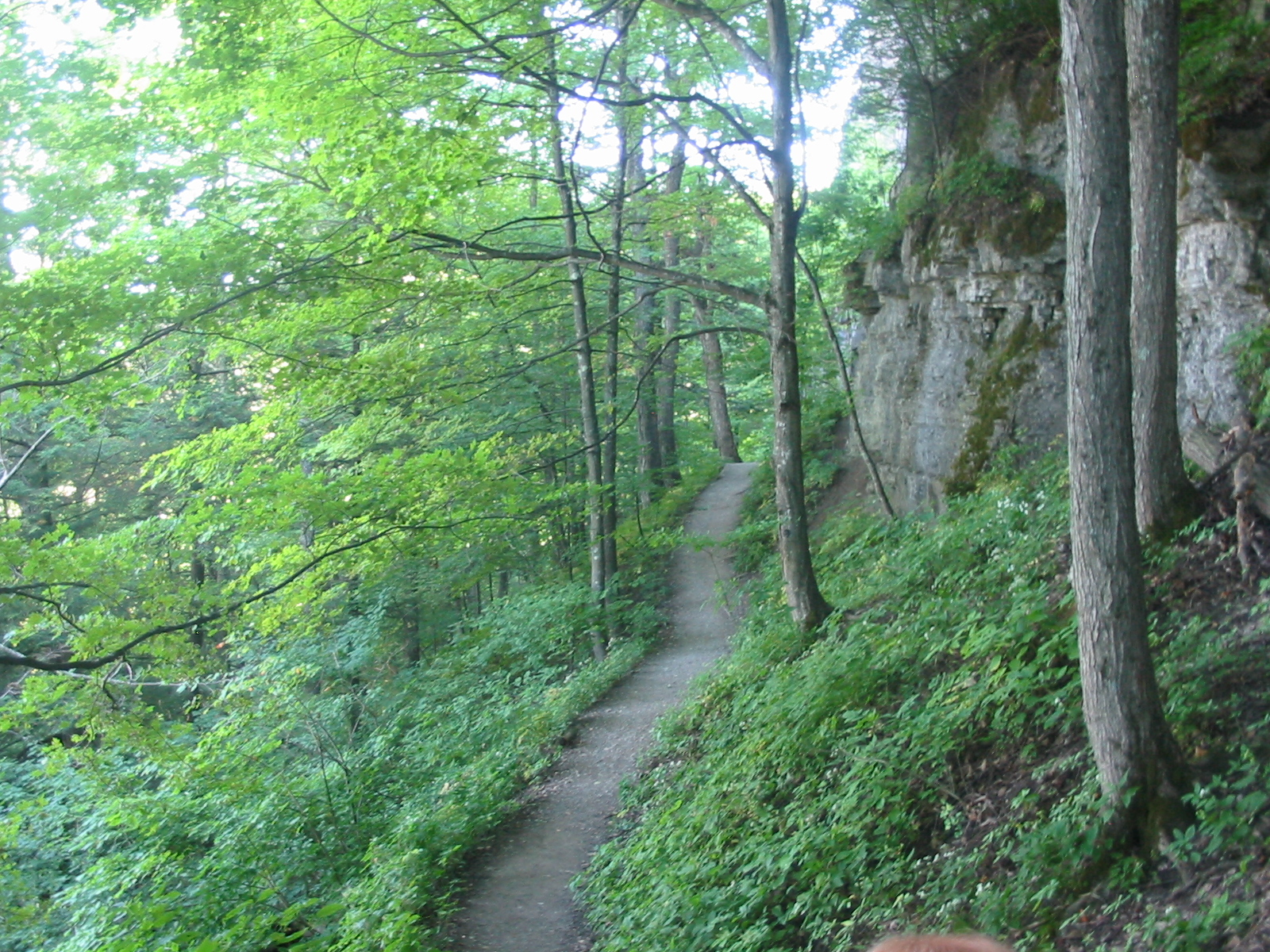
Indian Ladder Trail, Weg durch den Wald
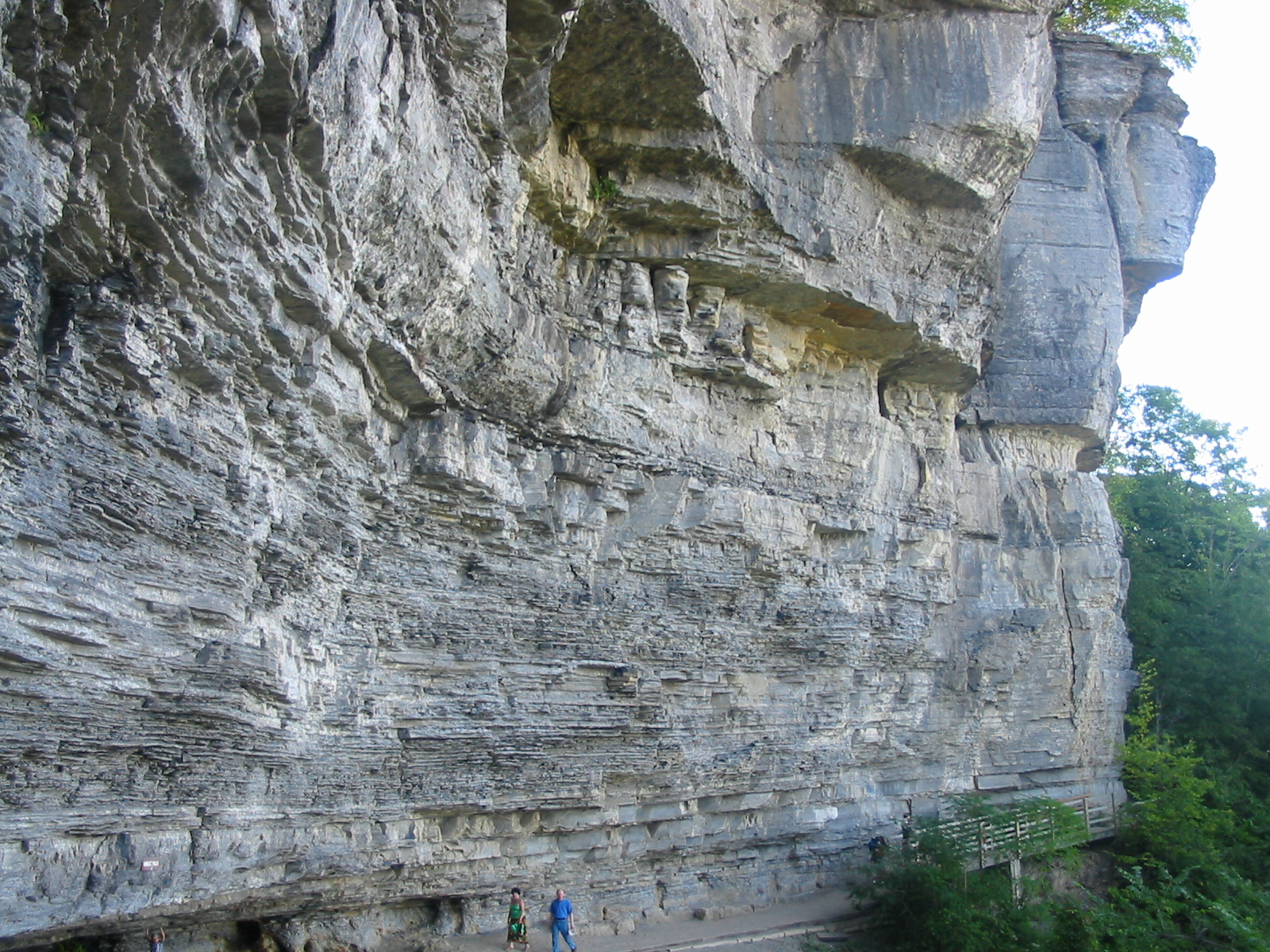
Indian Ladder Trail, An der Basis der Klippen
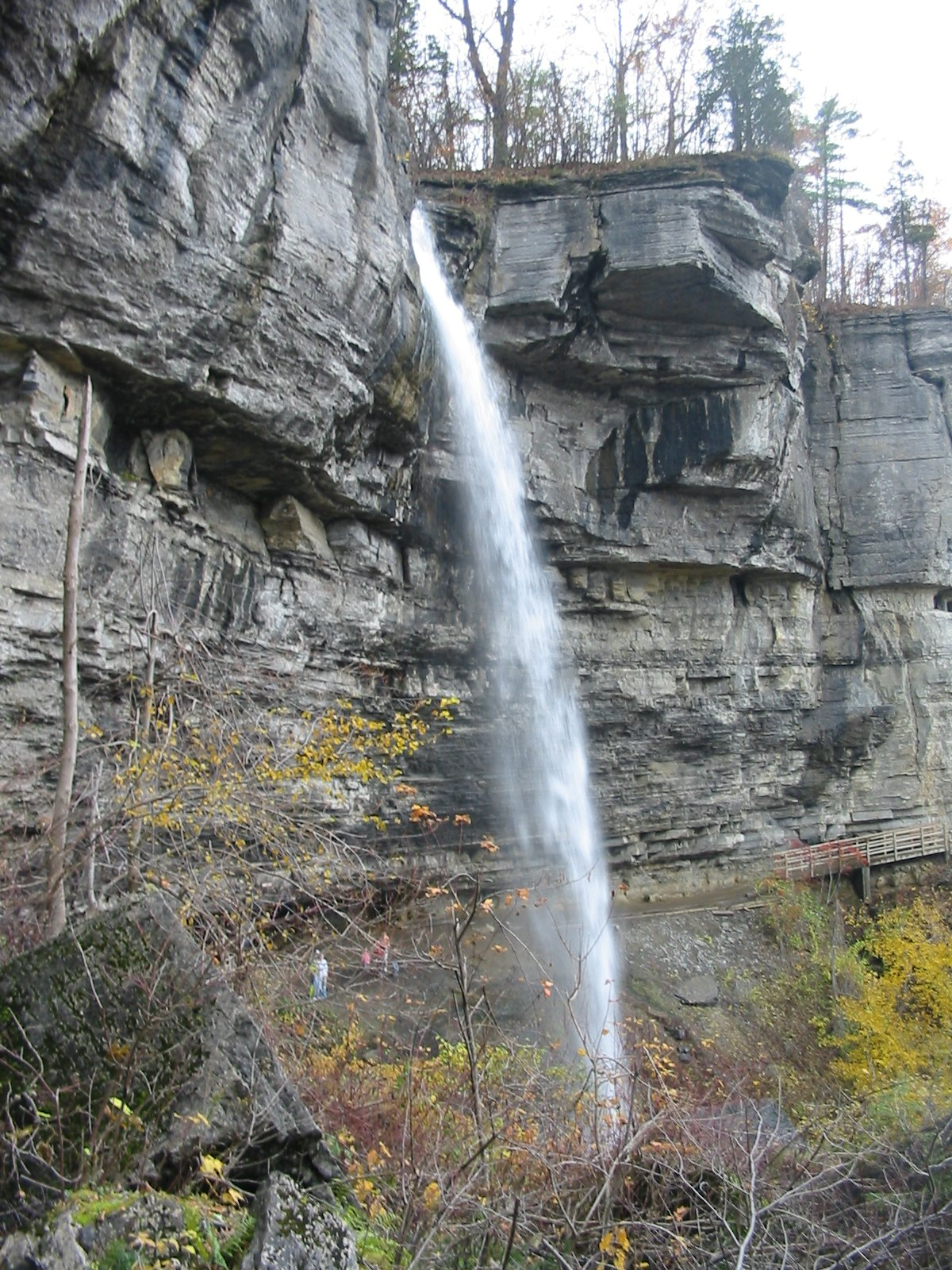
Indian Ladder Trail, Minelot Falls
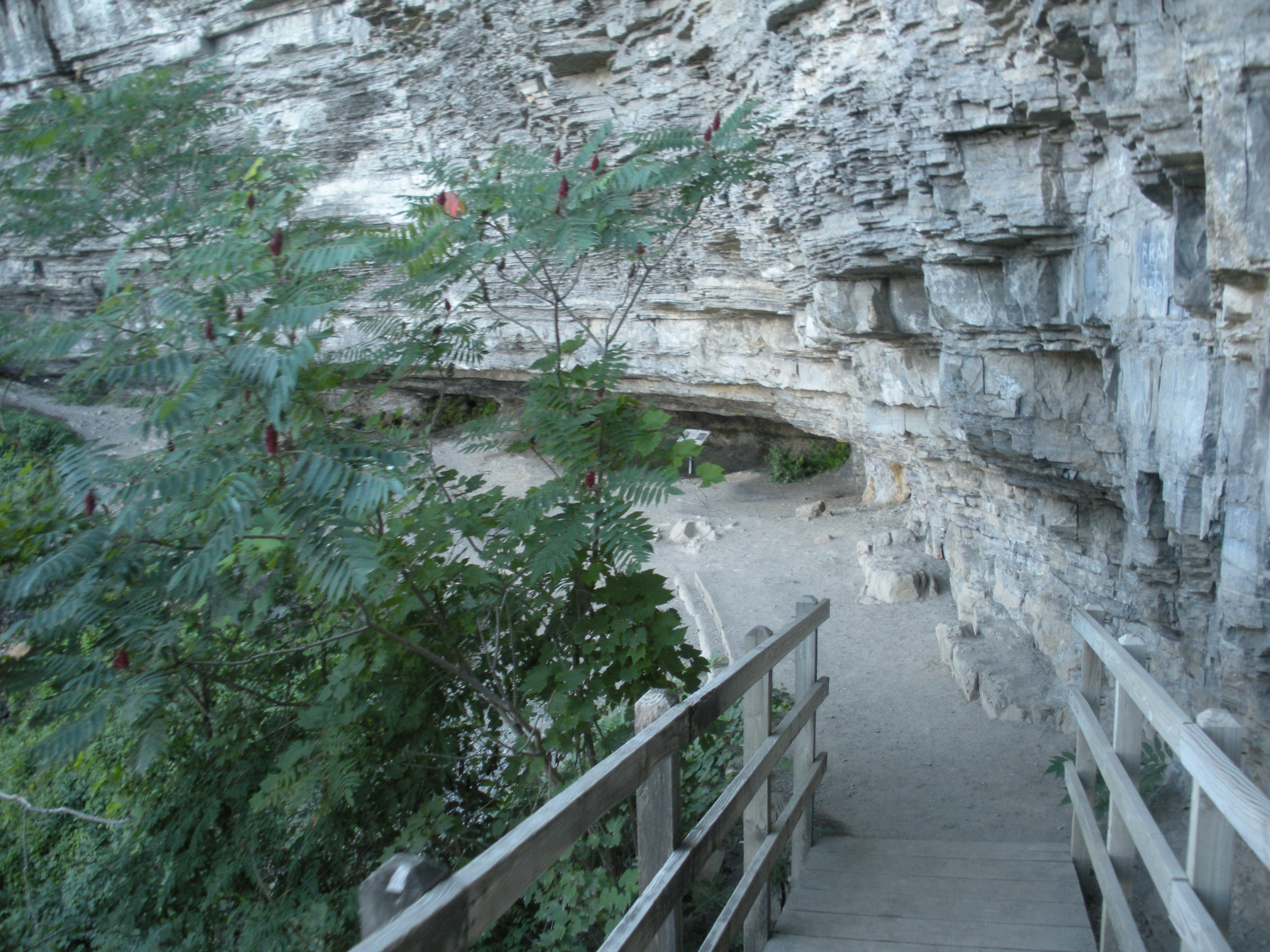
Indian Ladder Trail, vom Einstieg in die Treppe
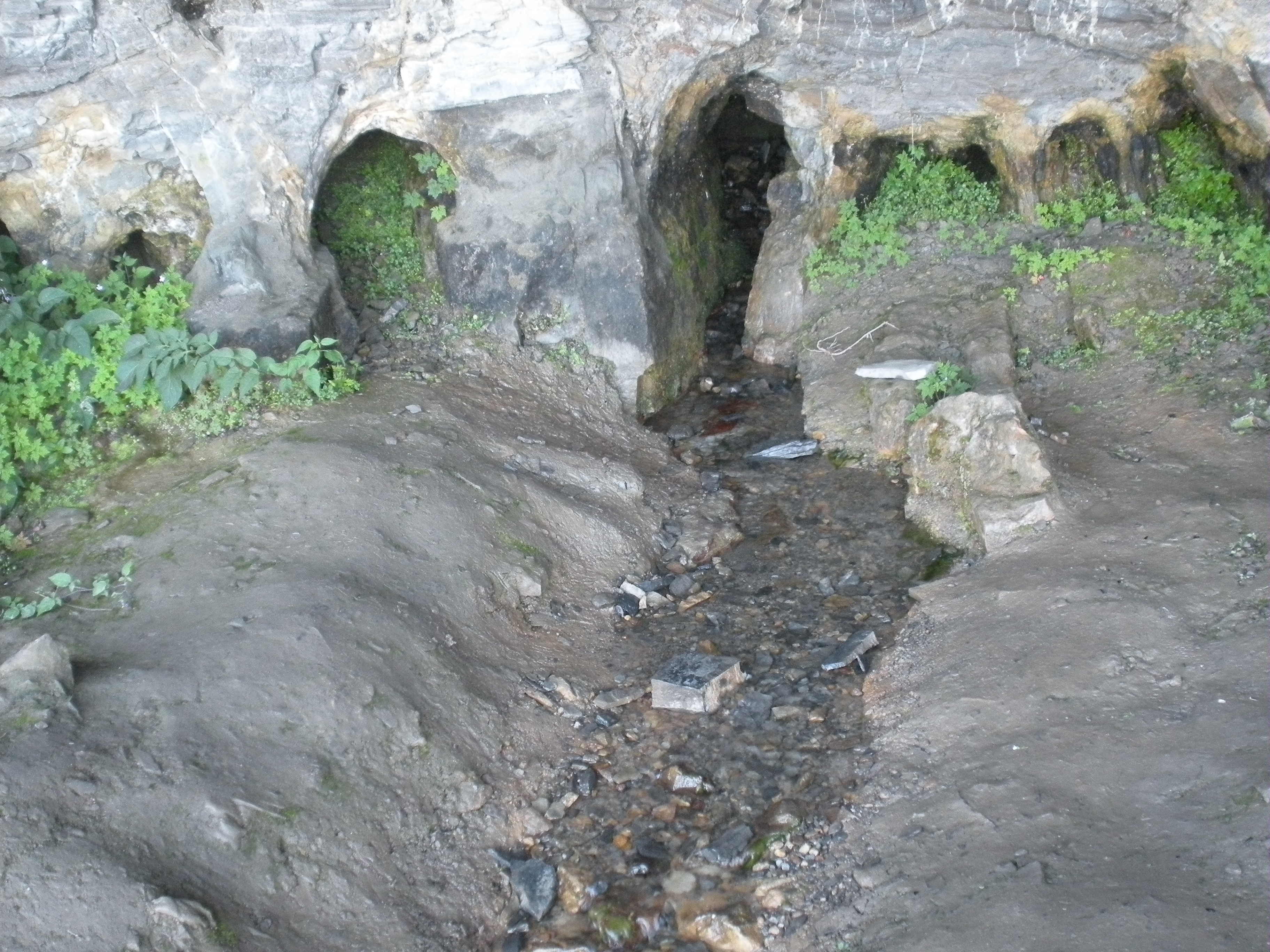
Einer von mehreren Höhlenbächen im Park.

- Paint Mine Trail: Der Paint Mine Trail ist ganzjährig geöffnet. Im Winter kann es zu Behinderungen durch Schnee kommen. Der Weg führt über 6 mi (10 km) durch Waldgebiete.

- The Long Path: Der Long Path, entwickelt von Vincent Schaefer aus Schenectady in den 1960ern[14] ist ein Fernwanderweg. Er beginnt an der George Washington Bridge in New York City und endet im Thacher Park, nach einer Strecke von 347.35 miles (559,01 km).

## Natur
Der Park ist ein wichtiges Naturschutzgebiet. Es ist strikt verboten, Fossilien, Steine, Pflanzen oder Tiere zu entnehmen. Auch die Nutzung von Schneemobilen im Winter ist reguliert.

### Vögel

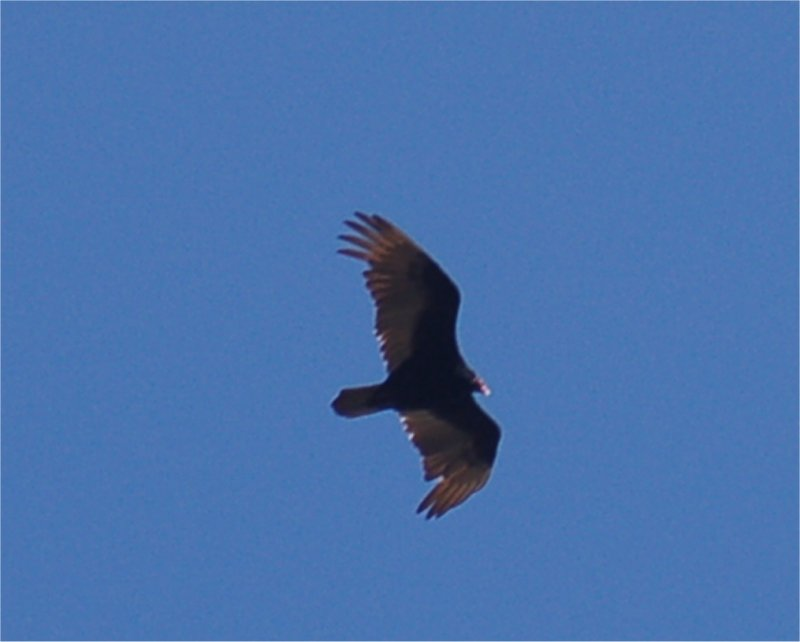
Truthahngeier

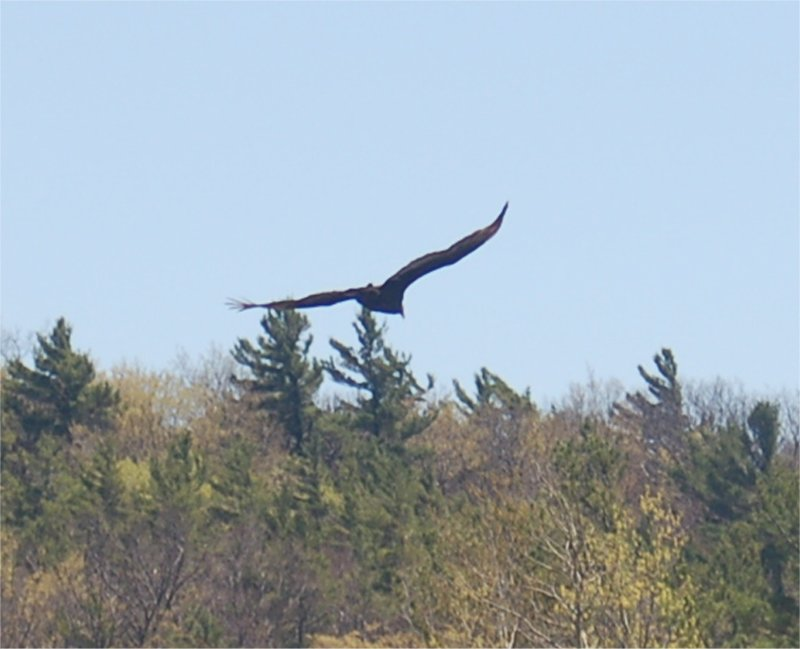
Truthahngeier über den Baumkronen des Parks

Im April 2004 verkündete der Gouverneur George Pataki, dass 1800 acre (7,3 km²) des Parkgebietes, sowie der Thompson Lake als Vogelschutzgebiet ausgewiesen werden. Die National Audubon Society hatte diesen Schritt in ihrem Important Bird Areas Program 1997 gefordert.
es gibt ca. 171 Vogelarten im Park, von denen viele auf der Liste der bedrohten Arten stehen:
- Eckschwanzsperber (Sharp-shinned hawk – Accipiter striatus)
- Habicht (Northern goshawk – Accipiter gentilis)
- Adler
- Goldflügel-Waldsänger (Golden-winged warbler – Vermivora chrysoptera)
- Rundschwanzsperber (Cooper's hawk – Accipiter cooperii)
- Einsiedlerdrossel (Hermit thrush – Catharus guttatus)
- Winter-Zaunkönig (Winter wren – Troglodytes hiemalis)
- Blaurücken-Waldsänger (Black-throated blue warbler – Dendroica caerulescens)
- Grünmantel-Waldsänger (Black-throated green warbler – Dendroica virens)
- Stelzenwaldsänger (Louisiana waterthrush – Seiurus motacilla) und Uferwaldsänger (Northern Waterthrush – Seiurus noveboracensis)
- Kanadawaldsänger (Canada warbler – Wilsonia canadensis)
- Haldenwaldsänger (Worm-eating warbler – Helmitheros vermivorus)
- Kolkrabe (Corvus corax)
- Rotflügelstärling (Red winged blackbird – Agelaius phoeniceus)

### Pflanzen
Aufgrund der unterschiedlichen Habitate gibt es einen großen Artenreichtum an Pflanzen. Allein 1400 acre (5,7 km²) bestehen aus Upland Forest in denen hauptsächlich Hartholz-Baumarten vorherrschen, aber es gibt auch:
- Kanadische Hemlocktanne (Eastern hemlock – Tsuga canadensis)
- Weymouth-Kiefer (Eastern white pine – Pinus strobus)
- Ahorne
- Amerikanische Linde (Basswood – Tilia americana)
- Kanadische Eibe (Canadian yew – Taxus canadensis)
- Virginischer Wacholder (Eastern redcedar – Juniperus virginiana)

Daneben gibt es verschiedene Habitate der Kalkklippen, der Bur Black Oak Swamps, Red Maple Swamps und Emergent Marsh/Scrub Swamps.
Besondere Straucharten und krautige Pflanzenarten sind:
- Blüten-Hartriegel (Flowering dogwood – Cornus florida)
- Felsen-Ulme (Rock elm – Ulmus thomasii)
- Gewöhnliche Schneebeere (Snowberry Symphoricarpos albus)
- Haariges Geisblatt (Hairy honeysuckle – Lonicera hirsuta)
- Clematis (Purple virgin's-bower Clematis occidentalis)[18]

Auch viele Farne finden in den feuchten Schluchten ideale Lebensbedingungen:
- Walking fern (Asplenium rhizophyllum)[19]
- Purple-stemmed cliff brake (Pellaea atropurpurea)[20]
- Slender rock brake (Cryptogramma stelleri)[21]
- Braunstieliger Streifenfarn (Maidenhair spleenwort – Asplenium trichomanes)
- Mauerraute (Wall-rue spleenwort – Asplenium ruta-muraria)